# アンデシュ・サンデー・エルステッド (生物学者)

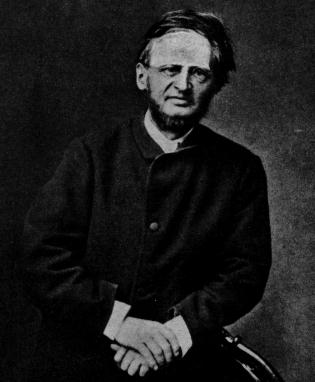
アンデシュ・サンデー・エルステッド

アンデシュ・サンデー・エルステッド（Anders Sandøe Ørsted、1816年6月21日 - 1872年9月3日）はデンマークの植物学者および動物学者である。中南米で生物調査を行い、特に海水中の微生物の研究を行い、後のプランクトン研究の先駆けとなった。

## 略歴
ランゲラン島のルーケベング(Rudkøbing)の商人の家に生まれた。おじに物理学者のハンス・クリスティアン・エルステッド、同名の法律家で後に首相になる同名のアンデシュ・サンデー・エルステッドがいる。4歳の頃から、おじのアンデシュ・サンデー・エルステッドのもとで、育てられた。1835年に市民学校（Borgerdydskolerne）に入学し、教員となり、1837年に市民学校、1839年からコペンハーゲンの首都学校(Metropolitanskolen)で自然科学の教師となった。1839年に植物学の著書を出版した。博物画家のChristian Thornamとともに、博物探検を行うようになり、グリーンランドなどの扁形動物の研究を行い、1844年にコペンハーゲン大学から学位を得た。
1845年から西インド諸島、中米での博物探検に参加し、多くの植物を採集するとともに、深海生物も採集研究し、顕微鏡による観察で微細な藻などが含まれていることを見出し、これが海洋生物の餌になっていると主張した。これはあまり注目されなかったが後のプランクトンの研究の先駆けになった。いくつかの新種の藻類などを記載した。
菌類学の分野でも、サビ病菌の一種のGymnosporangium sabinaeが、「異種寄生」（heteroecious:成育段階によって寄生宿主を変える）であることを発見した。これは、異種寄生の発見としては、アントン・ド・バリーの発見と同時期である。
1851年にコペンハーゲン大学の植物学の教授に任じられた。
ラン科の植物の属名、Oerstedella (オエステデラ属)に献名された。

## 著作
- Planterigets Naturhistorie, 1839
- Centralamerika's Gesneraceer, 1858
- L'Amérique centrale, 1863
- Recherches sur la classification des Chênes, 1867